# Art llevantí

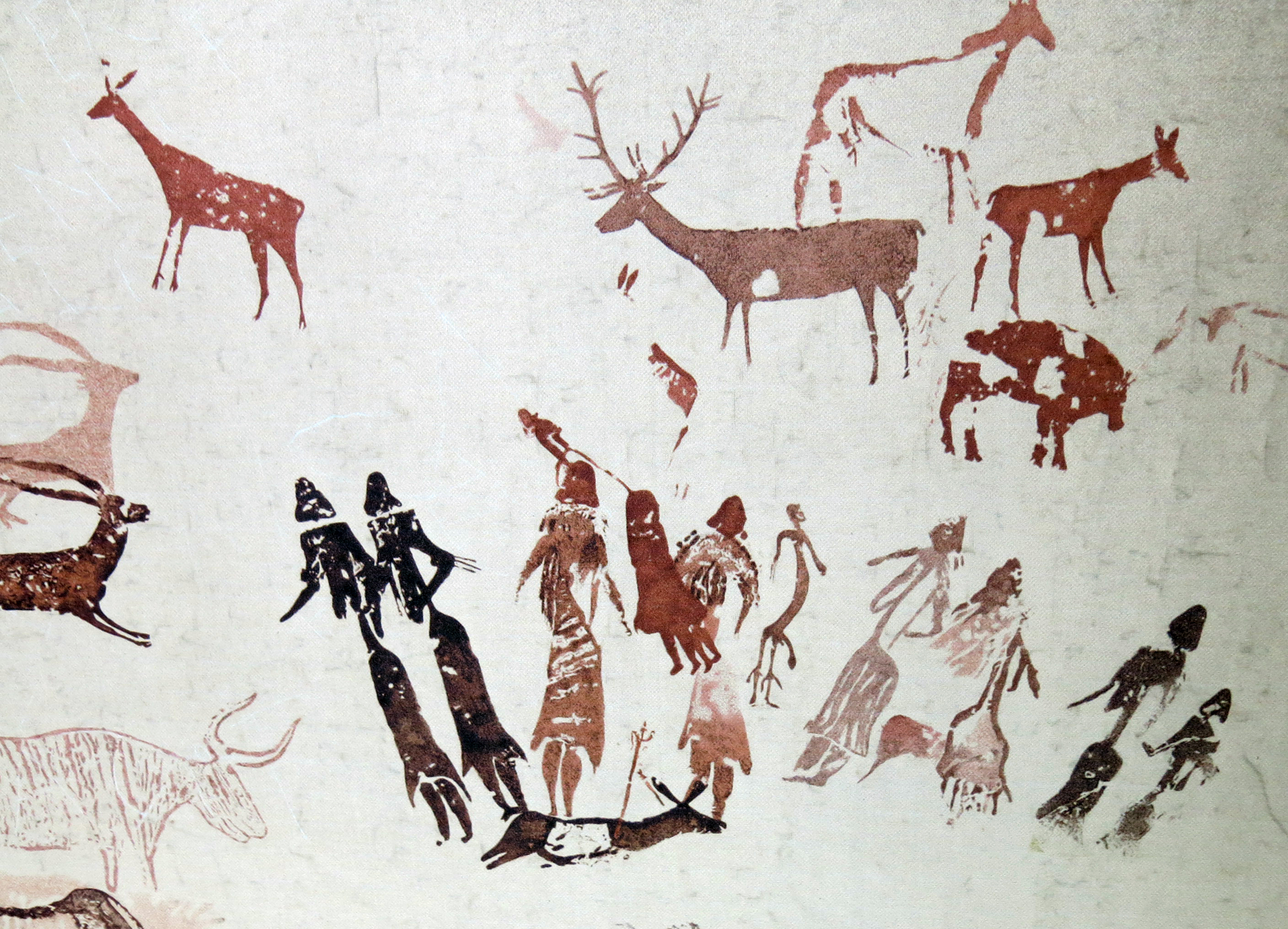
Pintures de la Roca dels Moros, al Cogul

L'art llevantí és un estil d'art rupestre de l'arc mediterrani de la península Ibèrica (10.000 aC aprox.).
Es caracteritza per reproduir escenes naturalistes de caça, dansa i recol·lecció i té un contingut més narratiu que els altres dos estils de cronologia posterior, l'art macroesquemàtic i l'esquemàtic.
És una manifestació artística d'àmplia distribució per la façana oriental de la península Ibèrica, des d'Osca i Lleida fins a Jaén i Almeria, en què les figures humanes i d'animals, aïllades o formant escenes, es converteixen en protagonistes principals, realitzades sovint amb traços precisos i ben perfilats, amb un farciment interior dels cossos, de vegades uniforme i en d'altres llistat. S'ha considerat propi de la manera de vida epipaleolítico caçador-recol·lector.
Aquest estil és habitual en les pintures rupestres de la serra d'Aitana (província d'Alacant), de Bicorb (Canal de Navarrés), del Barranc de la Valltorta (Alt Maestrat) i de la Roca dels Moros (les Garrigues), entre altres
Es poden trobar pintures d'aquest estil en els següents indrets:
- Alcoi (l'Alcoià) 
  - La Sarga. Abric I
  - La Sarga. Abric II
- Alcoletja (el Comtat)
  - Barranc de Frainós. Abric II
- Alfafara (el Comtat)
  - El Pantanet
  - Barranc d'Alpadull. Abric IV
- Barranc de la Valltorta (Alt Maestrat)
  - Cova dels Cavalls
  - Cova del Civil
- Benimassot (el Comtat)
  - Coves Roges. Abric II
- Benissa (la Marina Alta)
  - Pinos
- Bicorb (Canal de Navarrés)
  - Cova de l'Aranya
- Castell de Castells (la Marina Alta)
  - Barranc de Famorca. Santa Maira (Abric VI)
  - Esberdal de Miquel El Serril. Abric I
  - Pla de Petracos. Abric I
  - Racó dels Sorellets. Abric II
  - Cova Alta. Abric II
  - Cova Alta. Abrigo III
  - Racó del Gorgori. Abric V l
  - Barranc del Galistero
- Cogul (Garrigues)
  - Roca dels Moros
- Confrides (la Marina Baixa)
  - Port de Confrides. Abric II
  - Port de Confrides. Abric III
  - Barranc de Covatelles.
  - Penyó de les Carrasques. Abric I
  - Penyó de les Carrasques. Abric II
  - Barranc del Sort. Abric II
- Dénia (la Marina Alta)
  - La Catxupa
- Penàguila (l'Alcoià)
  - Port de Penàguila. Abric I
- Planes (el Comtat)
  - Barranc de la Penya Blanca. Abric I
  - Coves de la Vila.
- Tàrbena (la Marina Baixa)
  - Barranc del Xorquet.
- Tormos (la Marina Alta)
  - Barranc de la Palla.
- Vall d'Alcalà (la Marina Alta)
  - Abric del Racó de Condoig.
- Vall d'Ebo (la Marina Alta)
  - Abric les Torrudanes.
- Vall de Gallinera (la Marina Alta)
  - Racó del Pou. Abric I
  - Barranc de Benialí. Abric III
  - Barranc de Benialí. Abric IV
  - Barranc de Parets.
  - Benirrama. Abric I
  - Benirrama. Abric II
- Vall de Laguar (la Marina Alta)
  - Barranc de l'Infern. Conjunt VI Abric I i II
- Xaló (la Marina Alta)
  - La Cova del Mançano, a la partida de Masserof.